# شاون بردلی
 شاون بردلی (انگلیسی: Shawn Bradley؛ زاده ۲۲ مارس ۱۹۷۲) یک بازیکن بسکتبال اهل ایالات متحده آمریکا است.